# Зулэб
Зулэб — деревня в Корткеросском районе республики Коми в составе сельского поселения Большелуг.

## География
Расположена на правом берегу Вишеры примерно в 62 км по прямой на северо-восток от районного центра села Корткерос.

## История
Известна с 1810 года как деревня с 1 двором и 6 жителями. В 1850 году здесь (деревня Зулобдинская) было 3 двора и 26 жителей, в 1916 161 житель, в 1926 – 180, в 1939 (уже Зулоб) – 270, в 1970 – 187, в 1989 – 143, в 1995 – 138.

## Население
Постоянное население составляло 132 человека (коми 99 %) в 2002 году, 103 в 2010.